# Обрядові різдвяні пряники Слобожанщини

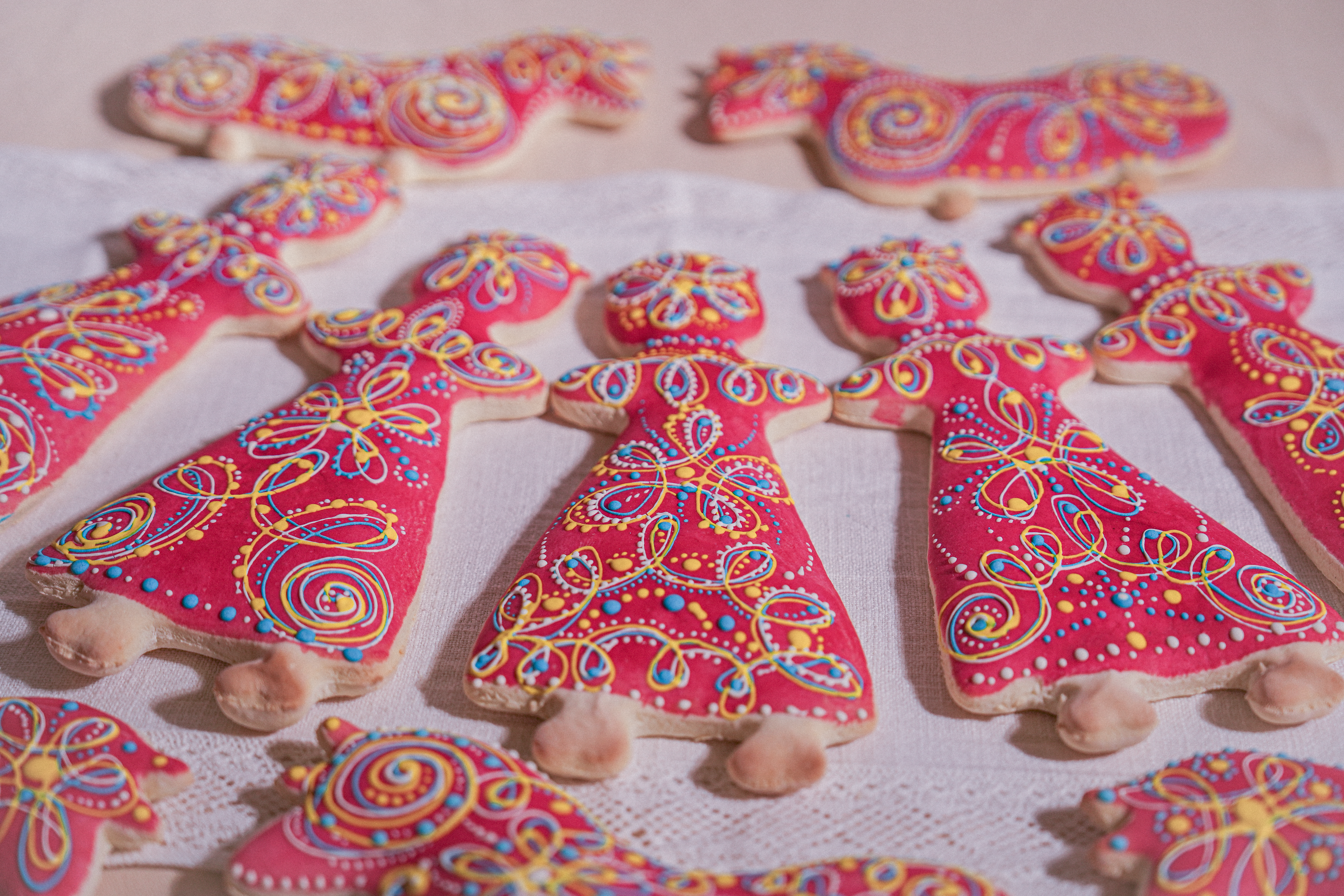
«Котелевські коржики» Оксани Дорошенко

Обрядові різдвяні пряники Слобожанщини — обрядове печиво з пісного тіста, різновид різдвяної випічки, яка традиційно використовувалась у громадах Полтавської, Сумської та Харківської областей України.
Традиція випікання та дарування обрядових різдвяних пряників на Слобожанщині занесена до списку нематеріальної культурної спадщини України у 2025 році під номером 114н.к.с. (Наказ від 16.07.2025 № 588). Цей елемент НКС України занесено до списку елементів, що потребують термінової охорони. Складовою елементу «Традиція випікання та дарування обрядових різдвяних пряників на Слобожанщині» є включений до Обласного переліку елементів НКС Полтавської області елемент «Народна традиція випікання різдвяної обрядової випічки „Панянки“ на Котелевщині», який сягає своїм корінням XVIII століття.
Носіями традиції є мешканці Котелевської селищної територіальної громади Полтавської області; Грунської та Чернеччинської сільської територіальної громади Охтирського району Сумської області; Краснокутської селищної територіальної громади, Богодухівської міської територіальної громади Богодухівського району Харківської області, які мають спільну історико-культурну традицію, рецептуру та технологію приготування, а також форми пряників, оздоблення і символіку.
Цю обрядову випічку на Слобожанщині, як і по всій Україні, готують лише раз на рік у період різдвяних свят, обов'язково серед близьких людей, у родині, з друзями. Існують різні форми пряників «панянки», «барині», «баришні», «коники», «вершники», «пташки» тощо. Зазвичай дівчаткам дарують пряники на щастя та «гарний рік» у вигляді жіночих фігурок, а хлопчикам — коників як символ мужності та сили. Інші фігурки не мають особливого розподілу. Випікають, вирізані жерстяними формами пряники, в печі, а прикрашають візерунками з рожевої та білої глазурі. Основний малюнок на пряниках Слобожанщини — по всій поверхні завитки, а процес розмальовування іноді називають «квітчати», «мережити». Розмір випічки — приблизно від 15 до 40 см. На Сумщині різдвяні обрядові пряники розписують білою, зеленою чи жовтою глазур'ю, малюють контури, спіралі, хвильки, квіти.
Традиційно на Слобожанщині найбільші та найгарніші пряники дарували хрещеникам та хрещеним, також пряники давали колядувальникам..